# Burgruine Hilpoltstein
Die Burgruine Hilpoltstein ist die Ruine einer Höhenburg auf einem Sandsteinfelsen, dem „Burgberg“, in der Stadt Hilpoltstein im Landkreis Roth in Bayern. Die Burg ist nicht zu verwechseln mit der Burg Hiltpoltstein.

## Geschichte
Bereits aus dem 10. Jahrhundert stammen erste archäologische Nachweise einer ersten Befestigung auf dem „Burgberg“, aus der vermutlich um 1100 die Burg erbaut wurde, die 1109 genannt und 1142 urkundlich erwähnt wurde. 1154 wurde die Burg als „castellum dicto Stein“ genannt, was auf die Gründer der Burg, die Herren von Stein, hinweist.
Um 1220 bis 1230 entstanden vermutlich der Palas und der Bergfried und 1250 ließ der Reichsministeriale Heinrich von Stein, der Stammvater des späteren Hilpoltsteiner Geschlechts mit guten Beziehungen zu den staufischen Kaisern, die Burg weiter ausbauen. Heinrich von Stein war Reichsbutigler (Mundschenk) zu Nürnberg und von 1254 bis 1265 für die Reichsgüter in Franken verantwortlich.
Heinrich von Stein übergab die Burg an seinen Sohn Hilpolt I., und nach dem Tod von Hilpolt IV. 1385 kam die Burg an die Wittelsbacher. Danach kamen die Besitzungen an die Herzöge von Bayern-Landshut und 1505 an das Herzogtum Pfalz-Neuburg und wurden von ihnen mit Pflegern besetzt.
Von der Herzogin Maria Dorothea, der Tochter von Christoph von Württemberg und der Witwe Herzogs Ottheinrich II., die ab 1606 auf der Burg im Witwensitz residierte, wurde die Burg nochmals wesentlich ausgebaut. Nach dem Tod von Maria Dorothea 1639 blieb die Burg verlassen, wurde 1793 an Privatleute verkauft und als Steinbruch genutzt. 1972 kam die Burg in den Besitz des Landkreises Roth, der ab 1989 umfangreiche Sicherungsmaßnahmen vornehmen ließ.

## Heutige Nutzung
Die Burgruine kann von April bis Oktober besichtigt werden. Im Mai findet rund um das Areal der Burg das Hilpoltsteiner Mittelalterfest „Ritter, Barden, Beutelschneider“ statt. Jeweils am Wochenende des ersten Sonntags im August findet traditionell das Burgfest statt, wobei die Ruine im Juli und August als Freilichtbühne für das Burgtheater genutzt wird.
Der ehemalige Hofkasten beherbergt heute ein „Haus des Gastes“ mit Touristinformation, ein Archiv des Landkreises und die Volkshochschule. Die ehemalige Vorburg wurde viele Jahre als Kreiskrankenhaus und Seniorenheim genutzt und beherbergt nun Asylbewerber.

## Baugeschichte und Anlage

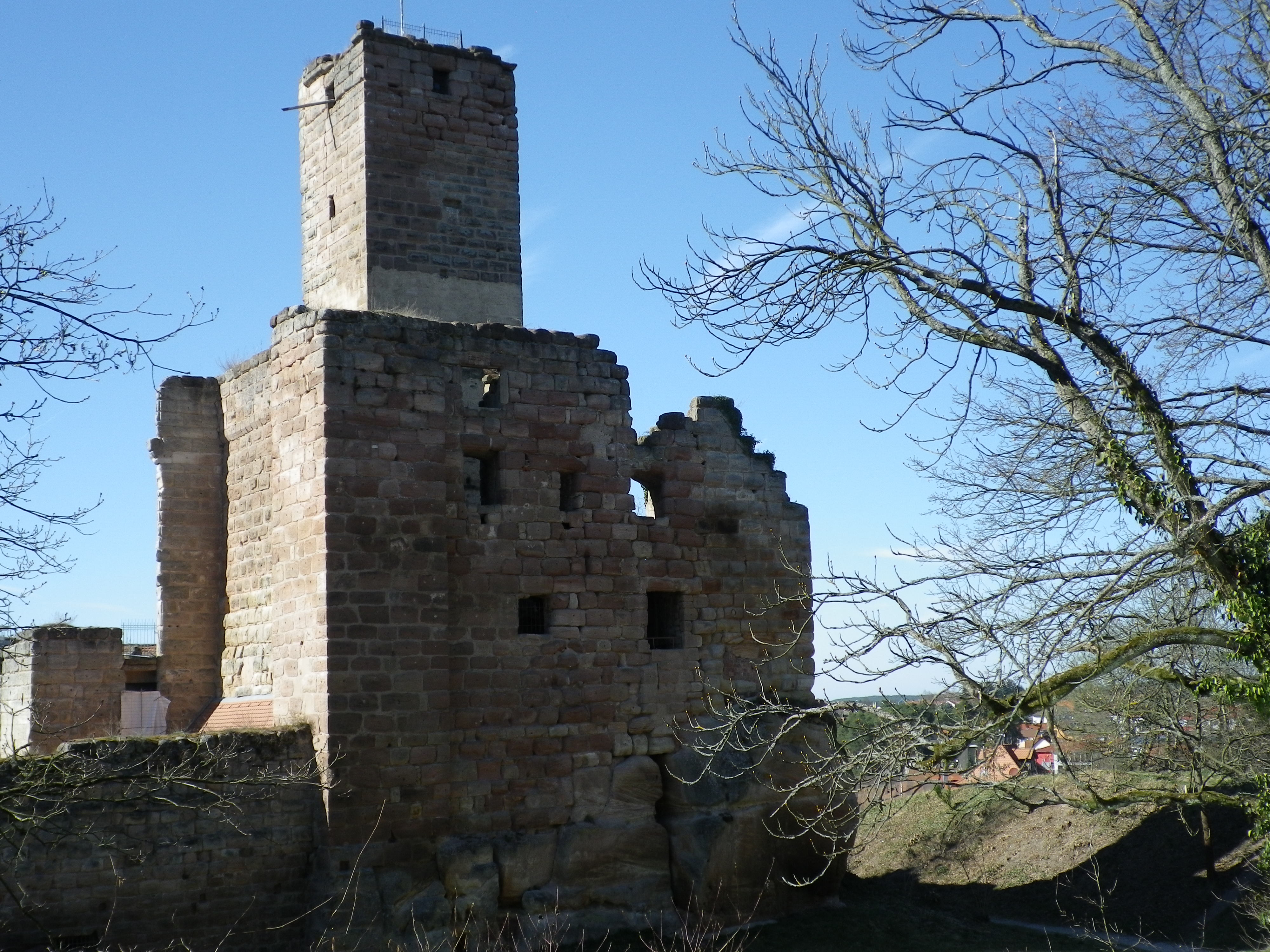
Der Bergfried

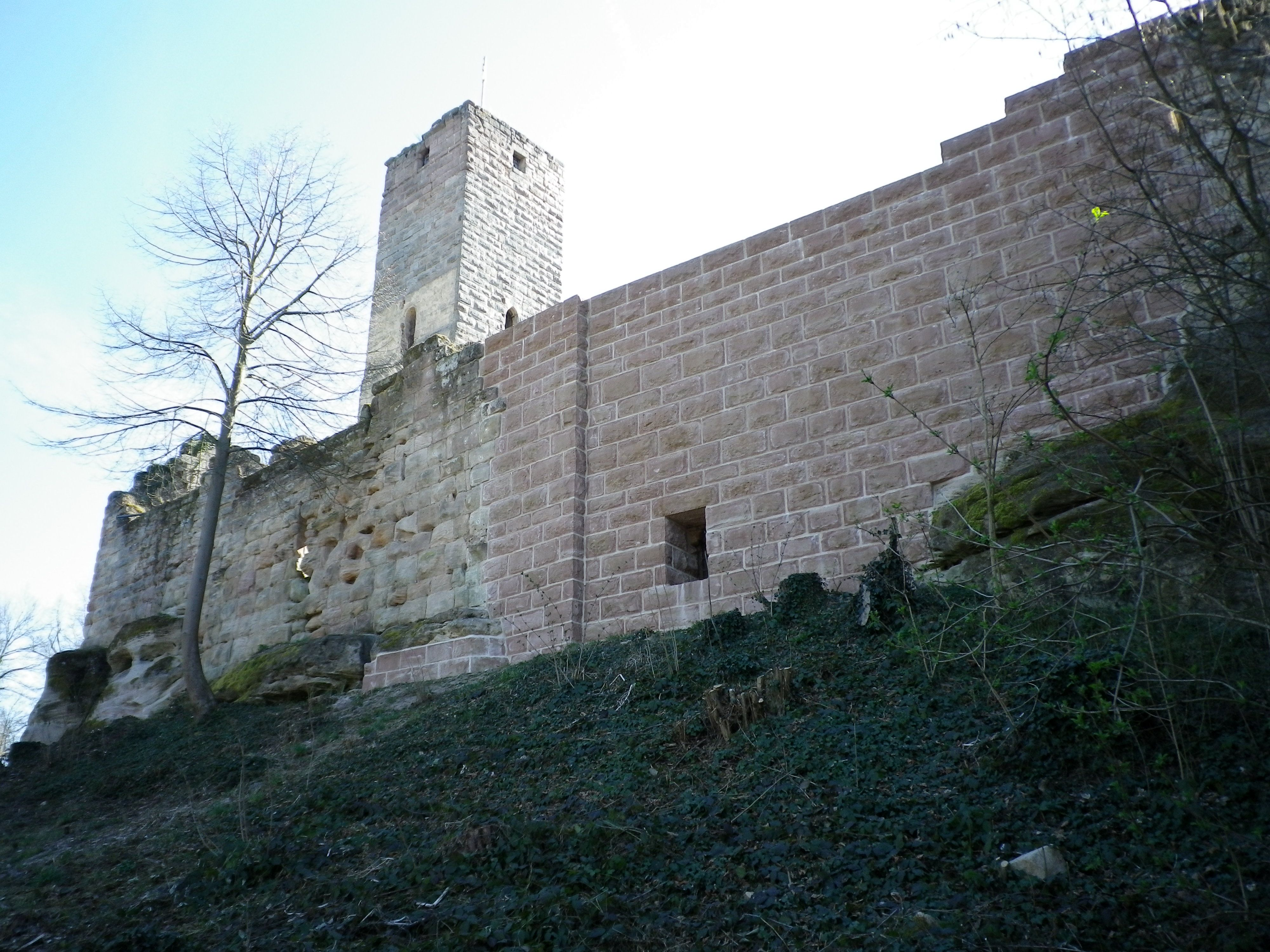
Die Ringmauer

Bei der Burganlage handelt es sich um eine kastellartige staufersche Felsturmburg, von deren Vorgängerbauten aus dem 11. bis 12. Jahrhundert nichts mehr zu erkennen ist. Die rechteckige Kernburg entspricht mit ihren aus Sandstein-Buckelquadern gemauerten Grundmauern den Umrissen des Sandsteinfelsens und zeigt Teile verschiedener Bauzeiten von der Mitte des 13. Jahrhunderts bis in die frühe Neuzeit, wobei sich das älteste Mauerwerk an der Nordwestecke befindet.
Die Gründung des Palas im Westen, von dem nur noch die Grundmauern stehen, und die Gründung des Bergfrieds im Osten der Anlage weisen auf die Zeit von 1220 bis 1230 hin. 1250 wurden von Heinrich von Stein die 9 Meter hohe und 2 Meter starke Ringmauer und der Palas aufgestockt.
Der sehr gut erhaltene quadratische 22 Meter hohe Bergfried auf einer Grundfläche von 5 mal 5 Metern mit seinem spitzbogigen Eingang in 10 Metern Höhe und den 1,7 Metern starken Mauern verfügt über drei Stockwerke mit nur 2 mal 2 Metern begehbaren Grundflächen. Er diente hauptsächlich als Aussichtsturm und seinen Burgherren als Demonstration ihrer Macht. Im Zugangsstockwerk des Bergfrieds finden sich Spuren eines gotischen Gewölbes, was auf eine Bauzeit nach 1250 hinweist. Hinter dem Bergfried lag die Burgküche und um 1606 wurde hier für die Herzogin Maria Dorothea eine Badestube eingerichtet.
Der Eingang zur Burg liegt ungewöhnlicherweise eingehauen in den Felsen, wo man in einem darauf folgenden Raum früher über eine Holzleiter und später über eine hochziehbare Holztreppe in den Innenhof gelangte.
Im Süden der Kernburg befindet sich der Außenhof umschlossen von einer Ringmauer mit Tor und einem an den Felsen gebauten rechteckigen Treppenturm mit Renaissanceportal von 1606.
Auf der Angriffsseite der Burg, südlich unter der Kernburg, befand sich die Vorburg, von deren Wirtschaftsgebäuden nur noch der Traidkasten von 1473 erhalten ist. Im Westen und Norden war die Burg durch einen Halsgraben mit Wall geschützt. Im Wall, dessen Ursprung auf eine frühmittelalterliche Fliehburg hinweisen könnte, befindet sich am Ostrand des Burgangers ein flacher Keller mit Tonnengewölbe. Der Raum entstand vermutlich in der Bauphase 1170/80 und diente als Untergeschoss eines mehrstöckigen Wehrbaus. Er diente vermutlich als Kühl- und Vorratskammer und später als Bierkeller. Etwa 1220/30 erhielt er sein heute noch vorhandenes Tonnengewölbe.